# Hålogalandsbrua
Die Hålogalandsbrua (lulesamisch: Holgolátrovvi) ist eine Hängebrücke in der Kommune Narvik im Norden Norwegens. Über die Brücke führt die Europastraße 6 über den Rombaksfjord und verkürzt seit deren Fertigstellung Ende 2018 die Fahrzeit um etwa 15–20 Minuten.

## Bedeutung
Die Hålogalandsbrua verkürzt die Europastraße 6 mit Querung des Rombakfjords direkt an dessen Mündung in den Ofotfjord um rund 18 km, was einer Fahrzeit von 15–20 Minuten entspricht. Zuvor führte die Straße auf beiden Seiten am Fjord entlang und überquerte ihn an dessen schmalster Stelle mit der Rombaksbrücke. Nach der Schließung des regionalen Flughafen Narvik im April 2017, stellt die Hålogalandsbrua nun auch die kürzeste Verbindung von Narvik zum nächstgelegenen Flughafen Harstad/Narvik dar. Dies spielte auch eine Rolle bei der Finanzierungsentscheidung der Brücke im norwegischen Parlament.

## Beschreibung
Die Brücke ist eine 1533 m lange Hängebrücke mit zwei Fahrspuren und einem Geh- und Radweg an der westlichen Seite. Ihre Brückendurchfahrtshöhe beträgt 40 m und mit einer Spannweite von 1145 m ist sie derzeit nach der Hardangerbrua Norwegens zweitlängste Brücke.
Das Brückenprojekt umfasste neben der Brücke selbst den Bau der Zufahrtsstraßen im Süden und Norden sowie insgesamt 3 Tunneln in deren Verlauf. Bei Freigabe des Projekts durch das norwegische Parlament Storting im Jahr 2010 waren Baukosten von etwa 2,2 Milliarden NOK veranschlagt worden. Bis zur Fertigstellung 2018 waren es schließlich rund 3,8 Milliarden NOK. Die Finanzierung erfolgt, wie in Norwegen üblich, teilweise über eine zeitlich begrenzte Maut, derzeit 90 NOK für PKW.
Die Fahrbahnplatte besteht aus 30 jeweils 40 Meter langen Sektionen und wiegt insgesamt 7230 to. Die Brücke verfügt über zwei jeweils 1621 m lange Tragkabel, von denen jedes rund 2000 to wiegt. Diese bestehen aus jeweils rund 40 Einzelseilen, die zu den rund einen halben Meter dicken Tragkabeln zusammengefügt sind. Auf beiden Seiten der Brücke sind diese Tragkabel mit insgesamt 344 Bolzen in den Ankerblöcken verschraubt. Etwa einen Monat nach Eröffnung der Brücke wurde bei einem dieser Ankerbolzen ein Bruch festgestellt. Aus Sicherheitsgründen entschied die norwegische Straßenverwaltung Statens vegvesen daraufhin, alle 344 Bolzen auszutauschen.
Um die Schwingungen der Brücke, welche von Verkehrsteilnehmern als unangenehm empfunden werden, zu dämpfen, wurden bei der Hålogalandsbrua 88 Vibrationsdämpfer eingebaut. Bei einem starken Sturm 2021 wurden davon 17 Stück beschädigt und mussten ersetzt werden. Auf die Sicherheit und Stabilität der Brücke haben die Dämpfer laut dem norwegischen Straßenbauamt Statens vegvesen keine Auswirkung, sondern dienen lediglich dem Komfort der Verkehrsteilnehmer.

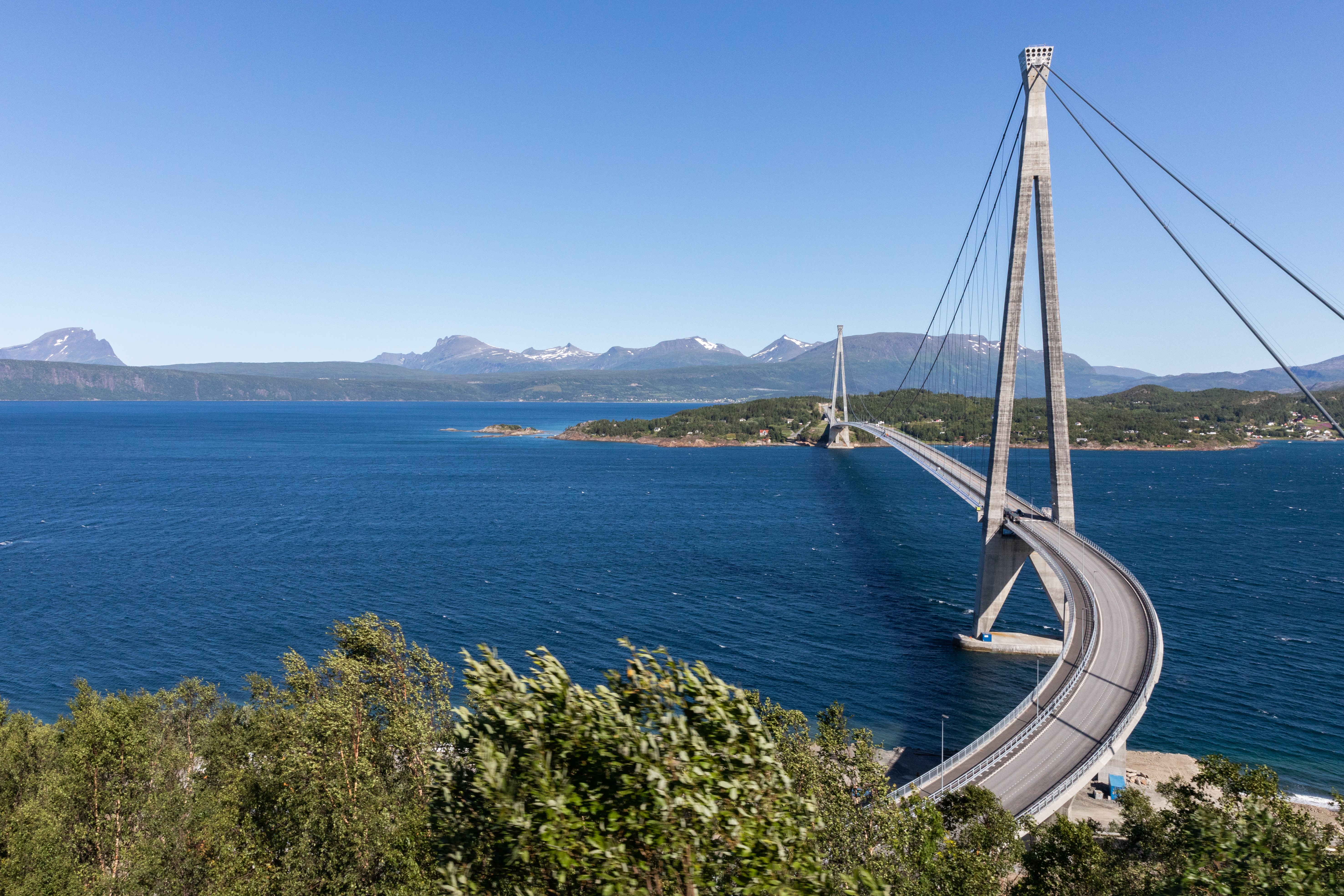
Blick aus Süden auf die Hålogalandsbrua
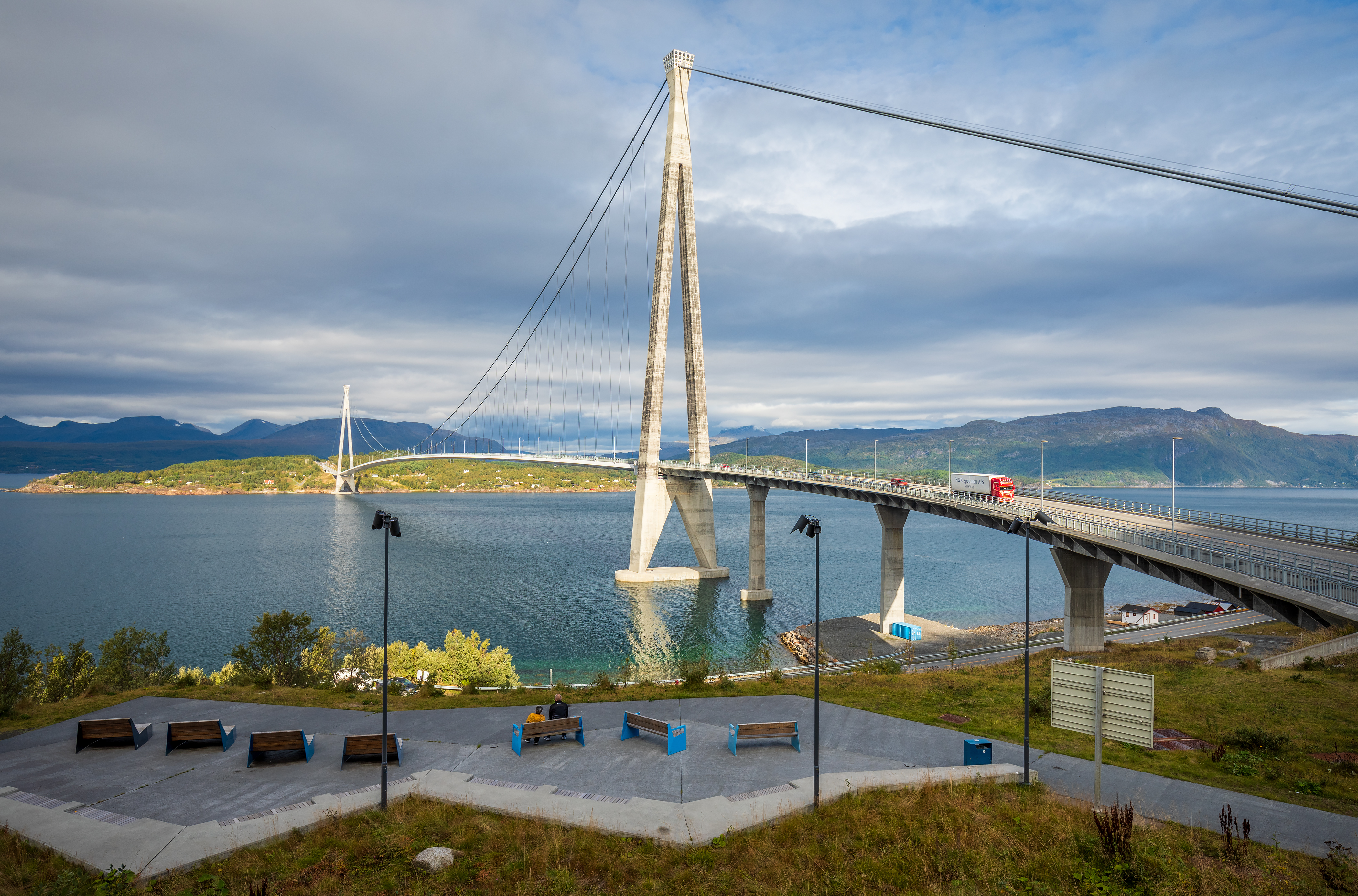
Hålogalandsbrua
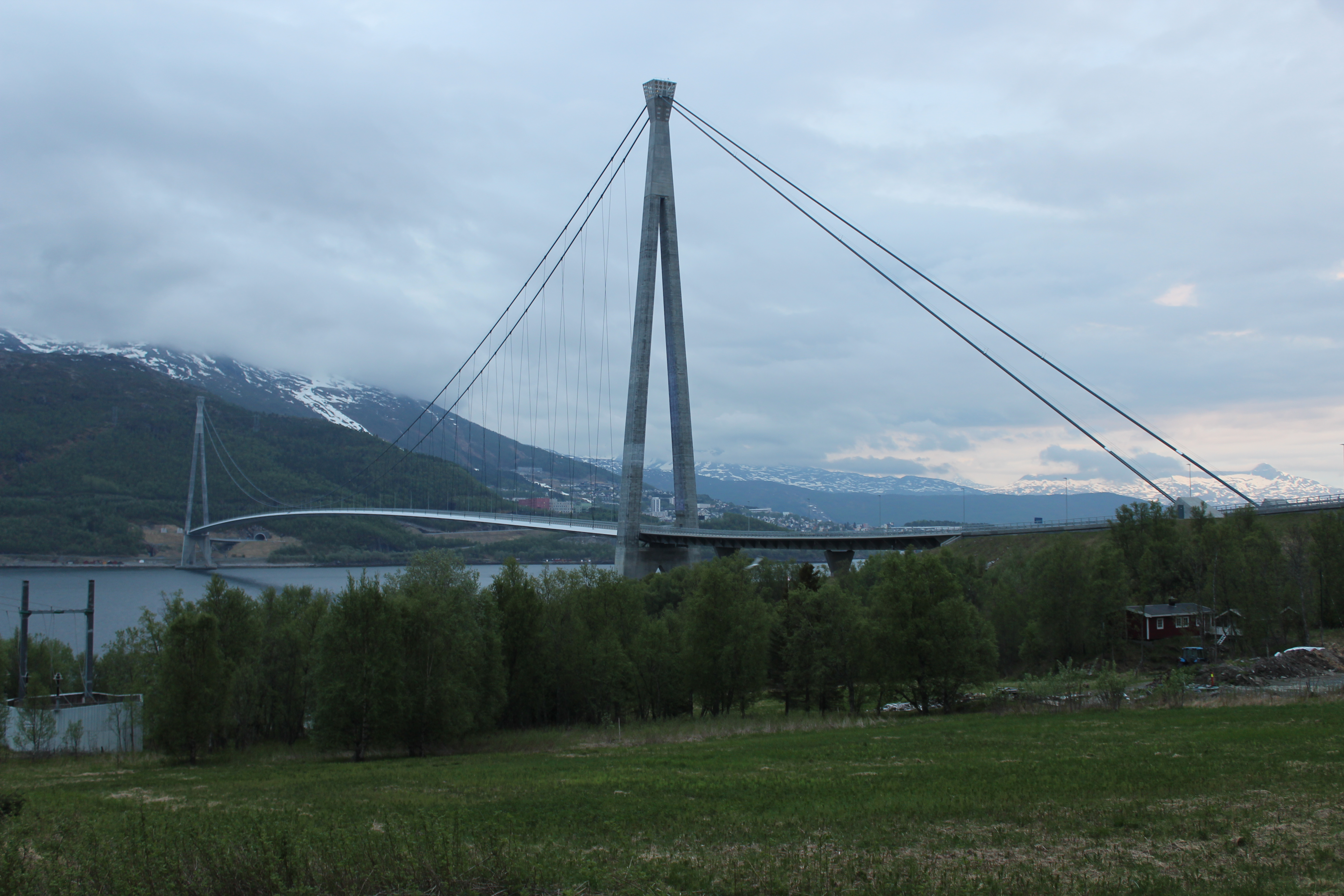
Blick von Norden auf die Hålogalandsbrua